# Гадюка Даревського
Гадюка Даревського (Vipera darevskii) — отруйна змія з роду Гадюк родини Гадюкових.

## Опис
Загальна довжина коливається від 40 до 50 см. Спостерігається статевий диморфізм — самки більші за самців. Голова широка, бічні краї морди трохи загострені, передній край трохи закруглений. Міжщелепний щиток вузький й торкається 1—2 апікальних лусок. Великі надочноямкові щитки відокремлені від лобного тільки 1 рядком дрібної луски. Ніздря прорізана у нижній частині носового щитка. У самців черевних щитків — 128—136, підхвостових — 29-35 пар. У самок 132—140 черевних щитків й 25-30 підхвостових пар. Навколо середини тулуба є 21 рядок луски з добре вираженими реберцями.
Забарвлення жовтувато-сіре або жовтувато-коричневе. По спині проходить бура зигзагоподібна смуга, а з боків — по 1 рядку темних слабкопомітних плям. Черево чорнувате зі світлою облямовкою черевних щитків. Новонароджені особини мають типову для виду забарвлення.

## Спосіб життя
Полюбляє кам'яну, гірську місцину, щебнисті схили з великою кількістю великогабаритних розсипів вулканічних порід з крутизною 35-45°. Зустрічається на висоті 2600-3000 м над рівнем моря. Отруйна, як і інші гадюкових змії. Отрута гемолітичного дії (впливає на кров і кровотворні органи). Укуси становлять велику небезпеку для домашніх тварин і людини. Харчується мишами, скельними ящірками й сарановими.
Це живородна змія. Самиця народжує до 8 дитинчат.

## Розповсюдження
Мешкає у Вірменії, Грузії, Туреччині.